# شهروندان (فیلم)
شهروندان (به بنگالی: Nagarik) فیلمی محصول سال ۱۹۷۷ و به کارگردانی ریتویک گاتاک است. در این فیلم بازیگرانی همچون ساتیندرا باتاچاریا، پرووا دبی، شوبا سن، کالی بانرجی، کتلاکی دوتا، گیتا شومی ایفای نقش کرده‌اند.